# Веркуттер, Жан
Жан Веркуттер (Веркутте) (фр. Jean Vercoutter; 20 января 1911[…], Ламберсар — 16 июля 2000[…], Париж) — французский египтолог. Один из пионеров археологических исследований Судана, в котором работал с 1953 года. С 1977 по 1981 год являлся директором Французского института восточной археологии.

## Биография
Родился в коммуне Ламберсар, департамента Норд, художественное образование получил в Академии Жюлиана. Однако вскоре обратился к изучению египтологии. В 1939 году окончил отделение Практической школы высших исследований, защитив диссертацию по теме древнеегипетских погребальных объектов, и был назначен резидентом Французского института восточной археологии Каира (IFAO). Участвовал в раскопках в Карнаке и руководил раскопками в Тоде.
По возвращении во Францию устроился на работу в Национальный центр научных исследований, в котором проработал с 1949 года по 1955 год. Все эти годы он проводил исследования взаимоотношений между египтянами и представителями доэллинских народностей, делая некоторые выводы о взаимоотношениях между этими двумя цивилизациями и историей древнего Эгейского мира.
С 1960 года являлся профессором Лилльского университета, был одним из пионеров археологических исследований Судана. Между 1960 и 1964 годами сосредоточился на изучении поселений Кор и Акша.
С 1977 по 1981 год Веркуттер был директором Французского института восточной археологии.
Вплоть до смерти в 2000 году публиковал научные труды. Является автором монографии «В поисках потерянного Египта», вышедшей первым томом в популярной книжной серии «Découvertes Gallimard» (на русском языке известна как «Открытие»). Книга стала бестселлером во Франции и была переведена на 22 языка.

## Переводы на русский
- Веркуттер Ж. Древний Египет. — М.: Астрель, АСТ, 2004.
- Веркутте Ж. В поисках потерянного Египта. — М.: Астрель, 2005. — 176 с.
- Веркуттер Ж. Египет и долина Нила. Т. 1: С древнейших времен до конца Древнего царства. 12000-2000 гг. до н. э. / Перев. с фр. Н. Ю. Живловой; науч. ред. И. В. Богданов. — СПб.: Нестор-История, 2015. — 384 с. — 2000 экз. — ISBN 978-5-90598-803-5.
- Боттеро Ж. и др. Ранние цивилизации Ближнего Востока. История возникновения и развития древнейших государств на земле / Жан Боттеро, Дитц Отто Эдцарт, Адам Фалькенштайн, Жан Веркуттер; пер. с англ. А. Б. Давыдовой, С. В. Иванова. — М.: ЗАО Центрполиграф, 2016. — 447 с. — ISBN 978-5-9524-5202-2.